# Карта Куаутінчана II
Карта Куаутінчана II (Mapa de Cuauhtinchan No. 2) — ацтекський кодекс-рукопис, що являє собою картографічну історію мешканців місцевості Куаутінчана, простежуючи шлях від тольтеків і чичимеків до Чолула і Чікомостока, створення власного алтепетля. Є одним з найкращих карт (порівняно з картами Куаутінчана I, Куаутінчана III, Куаутінчана IV) за рівнем складності, краси та збереженості.

## Історія
Стиль і зміст свідчить про доіспанський час створення кодексу, близько 1466 року. Автором є представник знаті (або на його замовлення) міста Куаутінчан (сучасне село Куаутінчан, штат Пуебла, США). Метою було довести свої права на цю область. В часи іспанського панування були додані написи на науатль (латиницею) та малюнки християнських церков. Вперше рукопис було досліджено у 1892 році Франциско дель Пасо-і-Тронсоко. Найважливіші дослідження здійснені у 1968 році Бенте Біттманом Сіменсом, у 1976 році — мексиканським етноісториком Луїсом Рейєсом Гарсія, 1978 році — Кейко Йонедою. Важливим є дослідження 2000 року американської вченої Елізбабет Хілл Бун.

## Опис
Створено на ацтекському папері-аматлі прямокутної форми, який є великим шматком оборобленої кори, що складається з більш дрібних листів, склеєних один з одним, розміром 109х204 см.
Створено у європейському форматі, мовою науатль з латинською абеткою та піктографічним письмом. Застосовані фарби: червона, синя, чорна, зелена, охра, у деяких малюнків пісочний відтінок.

## Зміст
Слово «Куаутінчан» з науатль перекладаєть як «Місце орлиного гнізда». Манускрипт являє собою всеосяжну композицію. Карта складається з знаків, географічних місць, фігур, сцен та шляхів. Річка Атояк і шляхи, які передають напрямок руху, є найбільш візуально помітними особливості мапи. Шляхи зображені хвилястим по всій паперу. Деякі з шляхів представлені у вигляді тонких ліній, вони доволі вузькі. Частво міграції народів зображені стопами ніг.
Окрім географічних об'єктів зображені численні рослини та тварини, будівлі та люди (їх жертвоприношення), ритуали. Частина малюнків представляють подорожі, інші — назви міст, через які тольтеки і чичимеки мігрували, а також представлено зовнішній вигляд області Куаутінчан. Зображені також область Пуебла (у центрі), Чапультепек, Теночтітлан, Матлальчуейєтль, Орісаба, Попокатепетль, Істаксіуатль.
Особливу увагу приділено священному місцю індіанців Центральної Америки — Чікомостоку. Його зображення часто змальовано у кутах кодексу. Водночас доволі мало зображені батальні сцени.
Цей рукопис дозволив науковцям прослідити історію Куаутінчана з XII до XVI ст. Окрім того, додані факти з історії ацтеків, міштеків, міста-держави Чолула.